# Heini Lohrer
Heini Lohrer   (Arosa, 29 de juny de 1918 - Oberengstringen, 12 de desembre de 2011) va ser un jugador d'hoquei sobre gel suís que va competir entre les dècades de 1930 i 1950. Era germà del també jugador d'hoquei sobre gel Werner Lohrer.
El 1948 va prendre part en els Jocs Olímpics de Sankt Moritz, on guanyà la medalla de bronze en la competició d'hoquei sobre gel. En el seu palmarès també destaquen dues medalles de bronze al Campionat del Món d'hoquei gel, el 1937 i 1939.
A nivell de clubs jugà al Zürcher SC entre 1934 i 1953, amb qui guanyà les lligues suïsses de 1936 i 1949.